# Giungla di Calais

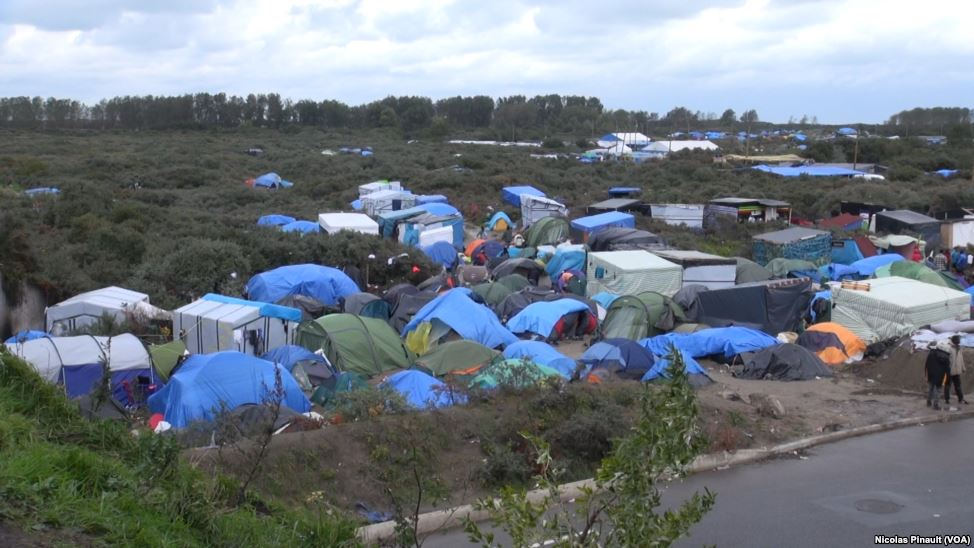
L'accampamento nell'ottobre 2015

Con Giungla di Calais ci si riferisce in maniera informale ad un accampamento di rifugiati e migranti nelle vicinanze di Calais, Francia, in uso da gennaio 2015 ad ottobre 2016.
Questo campo è un particolare esempio del continuo problema dei migranti attorno a Calais, che tentano di entrare nel Regno Unito attraverso il Porto di Calais o attraverso il Tunnel della Manica come passeggeri clandestini su camion, traghetti, auto o treni che viaggiano verso il Regno Unito. 
Il campo ha guadagnato un'attenzione globale durante il picco della crisi europea dei migranti nel 2015 quando la popolazione dei campi aumentò rapidamente e le autorità francesi iniziarono gli sfratti. Alcuni dei 6400 migranti vennero evacuati dall'accampamento tramite 170 bus nell'ottobre del 2016, con l'intento di ricollocarli in varie regioni della Francia. Il 26 ottobre 2016, le autorità francesi annunciarono che il campo era stato liberato. Dal 26 luglio 2017 Human Rights Watch ha pubblicato una relazione chiamata "Come vivere all'inferno" (Like Living in Hell) documentando i continui abusi sui diritti umani, nella regione, da parte della polizia contro i migranti, sia bambini che adulti.

## Luogo e condizioni

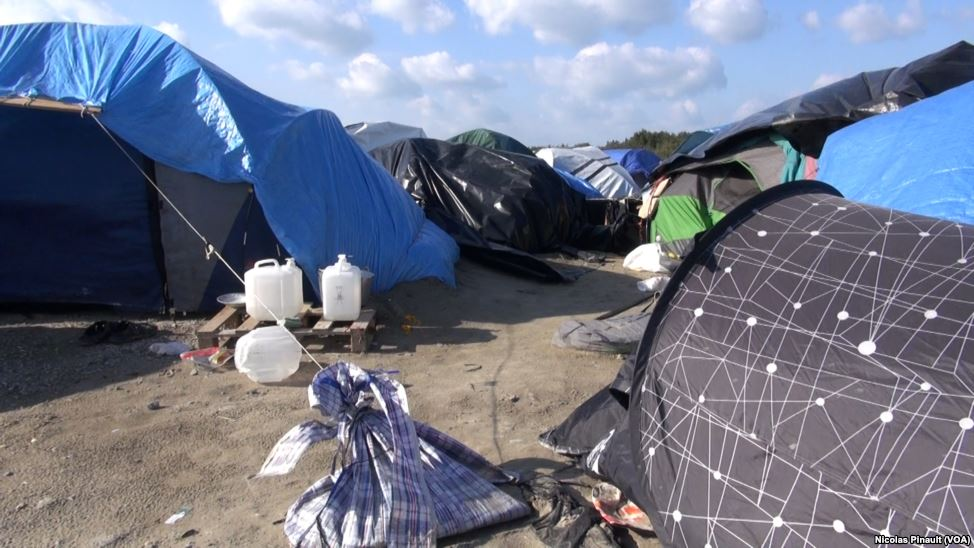
Condizioni del campo "giungla" nell'ottobre 2015

Dal 1999, ci sono state diverse campi-"giungle" intorno alla città di Calais. Quando le autorità francesi chiudevano un campo, i migranti si spostavano intorno alla città dove istituivano dei nuovi campi, mentre alcuni di loro andavano ad occupare delle strutture abbandonate. Nell'aprile del 2015, The Guardian riferì che la principale "giungla" "ufficiale" di Calais era situata in un ex luogo di discarica, a 5 km dal centro della città, e occupata da 1000 a 6000 migranti. Secondo il giornale, era uno dei nove campi allora esistenti a Calais. Questa giungla per la prima volta aveva docce, elettricità e bagni, più un pasto caldo servito ogni giorno, ma senza delle adeguate sistemazioni.
Le condizioni negli altri campi erano poveri, tipicamente senza adeguati servizi sanitari o di lavaggio e alloggio, costituiti da tende e ripari improvvisati. Il cibo era fornito da cucine di beneficenza. Le autorità francesi hanno affrontato un dilemma per affrontare le necessità umanitarie senza attirare ulteriori migranti.
La giungla era situata in una Seveso zone (regolata dalla Direttiva 82/501/EC denominata Direttiva Seveso). Per risolvere questo problema, l'azione governativa è stata guidata dal Trattato di Le Touquet del 4 febbraio 2003, firmato dall'ex presidente francese Nicolas Sarkozy, impegnandosi a fermare l'immigrazione clandestina nel Regno Unito via Calais.

## Opposizione

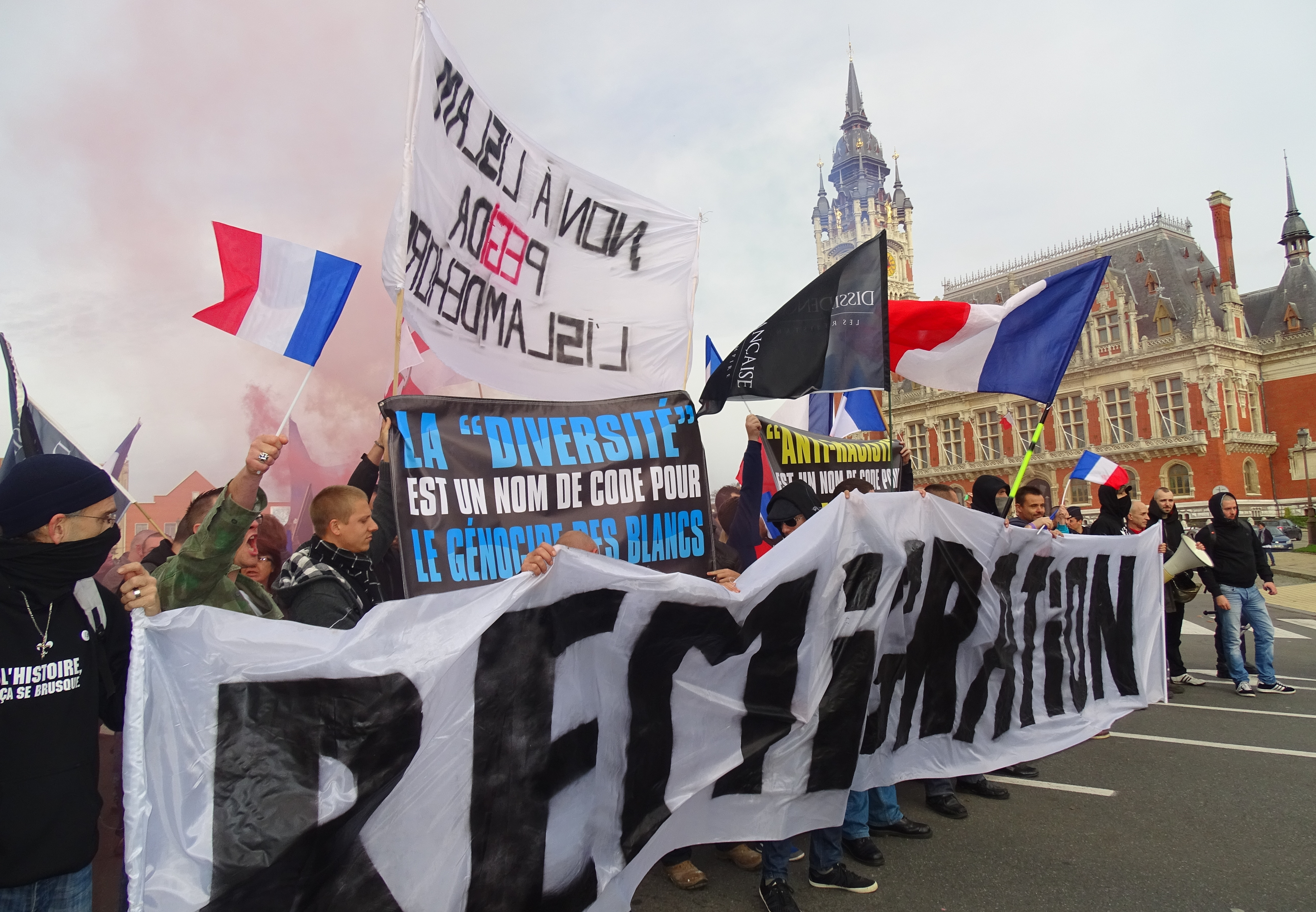
Protestanti francesi a Calais con striscioni: "Reimmigrate" (Rimpatriate) e "Diversità è una parola in codice per genocidio dei bianchi", 8 novembre 2015

La crescita dell'insediamento dei rifugiati si è verificata contemporaneamente all'aumento della popolarità dei gruppi francesi di destra come il Fronte Nazionale, attacchi terroristici in Francia da parte dei radicali jihadisti, la grande recessione e la crisi migratoria europea.
A Calais si sono svolte proteste locali da parte dei gruppi pro e anti-immigrazione e sono state regolarmente riportate attacchi fisici e verbali contro i residenti del campo e contro persone ritenute residenti nel campo. Le costruzioni presenti nel campo sono state anche soggette ad incendi dolosi.
I proprietari di negozi locali hanno inoltre discriminato le persone sulla base della loro razza percepita, proibendo a queste di fare acquisti nei loro negozi.